# Центральная комиссия советников КПК
Центральная комиссия советников Коммунистической партии Китая (кит. трад. 中國共產黨中央顧問委員會, упр. 中国共产党中央顾问委员会, пиньинь Zhōngguó Gòngchǎndǎng Zhōngyāng Gùwèn Wěiyuánhuì; сокр. кит. упр. 中顾委, пиньинь Zhōnggùwěi) — один из центральных органов Коммунистической партии Китая в 1982—1992 годах.
Центральная комиссия советников КПК избиралась на XII (1982) и XIII (1987) съездах КПК для оказания консультативной помощи Центральному Комитету КПК. Её состав (172 человека) формировался из числа высших партийных кадров, возраст которых превышал 70 лет, а партийный стаж — 40 лет.
Создание комиссии ускорило освобождение высоких постов стареющими партийными лидерами без ущерба для их чувства собственного достоинства. До этого многие высшие партийные кадры сохраняли свои посты пожизненно либо до тех пор, пока не подвергались «чистке» по политическим причинам. Как показала практика, институт советников превратился в опорный пункт консервативно настроенных оппонентов Дэн Сяопина.
В 1992 году на XIV съезде КПК Центральная комиссия советников КПК была упразднена.

## Председатели
- Дэн Сяопин (1982—1987)
- Чэнь Юнь (1987—1992)

Заместители
- Ван Чжэнь (1982—1985)
- Сун Жэньцюн (1985—1992)